# Андреа Белоти
Андреа Белоти (на италиански: Andrea Belotti) е италиански футболист, нападател, който играе за Комо.

## Биография
Андреа Белоти е роден в Калчинате, малък град в непосредствена близост до Бергамо в Северна Италия. Той носи прякора Il Gallo (Петелът). Прякорът идва от фамилното име на негов близък приятел от детството, който на шега предлага да празнува головете си, като имитира гребен на петел с отворена ръка към челото си. Белоти е фен на Милан от дете.

## Кариера

### Албинолефе
Прави първите си стъпки като футболист с Грумелезе. След неуспешен опит с Аталанта е подписан от Албинолефе и преминава през тяхната младежка система. Белоти прави своя дебют за първия отбор през сезон 2011/12, когато изиграва осем мача в Серия Б и вкарва два гола.
През следващия сезон е изцяло част от първия отбор и записва 31 мача в Лега Про Прима Дивизионе, отбелязвайки 12 гола. Той също  играе за Копа Италия. Предвид присъствието в отбора на защитника Мауро Белоти, Андреа получава прякора Белотино.

### Палермо
На 2 септември 2013 г. е даден под наем срещу 500 000 евро (с клауза за откупуване от 2,5 милиона евро) на Палермо в Серия Б. Той дебютира със сицилианците на 24 септември 2013 г. като резерва на Давиде Ди Дженаро в мач срещу Бари и прави асистенция на Кайл Лафърти при загубата с 1:2. Той вкарва първия си гол за розанерите на 5 октомври срещу Бреша Калчо. На 3 май 2014 г. печели промоция за Серия А след победа с 1:0 като гост на Новара Калчо. Приключва сезона с 10 отбелязани гола в лигата. На 18 юни 2014 г. Палермо упражнява правото да откупи половината от договора му за съсобственост с опция за откупуване и на другата половина за 3,5 милиона евро.
Белоти прави своя дебют в Серия А на 31 август 2014 г., на 20-годишна възраст, като резерва на Пауло Дибала при равенство 1:1 у дома срещу Сампдория. На 12 септември Палермо обявява, че са откупили остатъка от неговия договор. На 24 септември отбелязва първите си два гола в кариерата си в Серия А, като играе като титуляр при равенството 3:3 като гост на Наполи. На 13 декември вкарва победния гол в добавеното време срещу УС Сасуоло Калчо, осигурявайки победа с 2:1 за Палермо и техния седми пореден мач без загуба (изравнявайки рекорда от сезон 2009/10 под ръководството на треньора Делио Роси). Играе в 38 мача през целия сезон, предимно като резерва, в които отбелязва шест гола.

### Торино
На 18 август 2015 г. Белоти е официално представен от Торино за 7,5 милиона евро. Той отбелязва първия си гол за Торино при победата с 2:0 срещу ФК Болоня. На 16 януари 2016 г. отбелязва първата си дузпа за клуба при победа с 4:2 над Фрозиноне Калчо. На 20 март отбелязва от дузпа в 48-ата минута, за да спре рекорда на вратаря на Ювентус Джанлуиджи Буфон за най-дълги последователни минути без допуснат гол при домакинска загуба с 1:4. Завършва сезон 2015/16 с 12 гола в 35 мача.
Започна сезон 2016/17 с гол с глава срещу Милан на Сан Сиро при поражението с 2:3. Следващия кръг на 28 август, той отбелязва първия си хеттрик в кариерата при домакинска победа с 5:1 срещу Болоня. На 4 декември 2016 г. удължава договора си с Торино до 2021 г. с освобождаваща клауза от 100 милиона евро, валидна само за чуждестранни клубове. На 5 март 2017 г. носи капитанската лента за първи път срещу Палермо, където отбелязва най-бързия хеттрик в Серия А от 30 януари 2000 г. (7 минути и 15 секунди), надминавайки предишния рекорд, принадлежащ на украинецът Андрий Шевченко. Следващия месец става първият играч под 24-годишна възраст, отбелязал 24 гола в един сезон в Серия А след Шевченко през 1999/00 г. Приключва сезона с 26 гола в 35 мача и като трети голмайстор в след Един Джеко от Рома (29) и Дрис Мертенс от Наполи (28).
След като е избран за постоянен капитан на отбора, вкарва първия си гол за сезон 2017/18 с ножица при победа с 3:0 срещу Сасуоло. Често контузен, той не успява да повтори представянето си от предишния сезон, отбелязвайки само 10 гола в Серия А.
На 26 август 2018 г. Белоти вкарва първия си гол за сезон 2018/19 при равенство 2:2 срещу Интер Милано на Сан Сиро. Благодарение на представянето си през сезона е избран за играч на годината на Торино. Белоти завършва сезона с 15 гола в Серия А - допринасяйки за квалификацията на Торино за Лига Европа 2019/20, след изключването на Милан.
На 25 юли 2019 г. Белоти дебютира в турнирите на УЕФА, в първия квалификационен кръг на Лига Европа срещу Дебрецен, отбелязвайки първия гол от дузпа. На 29 август Белоти вкарва с глава срещу Уулвърхемптън, за да запише 77-ия си гол за Торино, влизайки в топ 10 на голмайсторите на Торино за всички времена. На 16 юли 2020 г. Белоти вкарва в седмия си пореден мач от Серия А при победата с 3:0 над ФК Дженоа.
На 12 декември 2020 г. в мач от лигата, загубен с 2:3 у дома срещу Удинезе Калчо, той вкарва своя гол 100 за Торино във всички турнири, изравнявайки се с Адолфо Балончиери във вечната голмайсторска листа на клуба. На 30 януари 2021 г. с отбелязан гол срещу Фиорентина, Белоти постига двуцифрен резултат в лигата за всичките шест сезона, изиграни в Серия А с Торино (зад само Паоло Пуличи, който постига двуцифрен резултат за седем последователни години между 1972 и 1979 г.).
Белоти започва своя седми пореден сезон с Торино, отбелязвайки гол при загубата с 1:2 у дома от Аталанта. На 30 октомври 2021 г. Белоти вкарва последния гол при победата с 3:0 срещу Сампдория, постигайки 100 гола в Серия А (94 отбелязани гола, до този момент с Торино в седем сезона и шест гола с Палермо).
На 1 юли 2022 г. Торино обявява, че Белоти няма да продължи договора си и напуска отбора със свободен трансфер.

### Рома
На 28 август 2022 г. Белоти подписва първоначално едногодишен договор с Рома, който важи до 30 юни 2023 г. Като част от общото споразумение има и опция за допълнително двугодишно удължаване, въз основа на определени критерии, свързани с представянето му.
Отбелязва първия си гол за Рома срещу УС Кремонезе в Купата на Италия на 1 февруари 2023 г. В първия си сезон в Рома участва в 31 мача без да вкара гол. Белоти обаче удължава договора си до 2025 г.

## Успехи

### Отборни
Палермо
- Серия Б: 2013/14

Рома
- Лига на конференциите: 2021/22

### Национален отбор
Италия
- Европейско първенство по футбол: 2020

### Ордени
-  5-та степен / Рицарски: Орден за заслуги пред италианската република: 2021